# Kabupaten Aceh Barat Daya
Kabupaten Aceh Barat Daya är ett kabupaten i Indonesien.   Det ligger i provinsen Aceh, i den västra delen av landet, 1 600 km nordväst om huvudstaden Jakarta. Antalet invånare är 131 019.